# Lev Mantula
Lev Mantula (Sarajevo, 8 dicembre 1928 – Zurigo, 1º dicembre 2008) è stato un allenatore di calcio e calciatore jugoslavo, di ruolo difensore.

## Carriera

### Nazionale
Disputa la sua unica partita con la Jugoslavia il 22 settembre 1954 in occasione dell'amichevole vinta contro il Galles (1-3).

## Statistiche

### Cronologia presenze e reti in nazionale
| Cronologia completa delle presenze e delle reti in nazionale ― Jugoslavia | Cronologia completa delle presenze e delle reti in nazionale ― Jugoslavia | Cronologia completa delle presenze e delle reti in nazionale ― Jugoslavia | Cronologia completa delle presenze e delle reti in nazionale ― Jugoslavia | Cronologia completa delle presenze e delle reti in nazionale ― Jugoslavia | Cronologia completa delle presenze e delle reti in nazionale ― Jugoslavia | Cronologia completa delle presenze e delle reti in nazionale ― Jugoslavia | Cronologia completa delle presenze e delle reti in nazionale ― Jugoslavia |
| Data                                                                      | Città                                                                     | In casa                                                                   | Risultato                                                                 | Ospiti                                                                    | Competizione                                                              | Reti                                                                      | Note                                                                      |
| ------------------------------------------------------------------------- | ------------------------------------------------------------------------- | ------------------------------------------------------------------------- | ------------------------------------------------------------------------- | ------------------------------------------------------------------------- | ------------------------------------------------------------------------- | ------------------------------------------------------------------------- | ------------------------------------------------------------------------- |
| 22-9-1954                                                                 | Cardiff                                                                   | Galles                                                                    | 1 – 3                                                                     | Jugoslavia                                                                | Amichevole                                                                | -                                                                         |                                                                           |
| Totale                                                                    |                                                                           | Presenze                                                                  | 1                                                                         |                                                                           | Reti                                                                      | 0                                                                         |                                                                           |

## Palmarès

### Giocatore

#### Competizioni nazionali
- Campionato jugoslavo: 1

Dinamo Zagabria: 1953-1954
- Campionato svizzero: 2

Servette: 1960-1961, 1961-1962

### Allenatore

#### Competizioni nazionali
- Campionato svizzero: 1

Zurigo: 1967-1968
- Coppa Svizzera: 1

Sion: 1964-1965
- Lega Nazionale B: 1

Neuchâtel Xamax: 1972-1973